# マリー＝ドニーズ・ヴィレール
マリー＝ドニーズ・ヴィレール（フランス語: Marie-Denise Villers、旧姓ルモワーヌ、生没年：1774年 – 1821年8月19日）は、肖像画を専門としていたフランスの画家である。長らくジャック＝ルイ・ダヴィッドの作品と思われていた肖像画「マリー・ジョゼフィーヌ・シャルロット・デュ・ヴァル・ドーニュ」の作者と考えられている。

## 来歴
マリー＝ドニーズ・ルモワーヌは1774年にパリでシャルル・ルモワーヌとマリー＝アンヌ・ルーセルの娘として生まれた。3人姉妹のうち、マリー＝ヴィクトワール・ルモワーヌ（1754–1820）とマリー＝エリザベト・ガビュウ（1755–1812）も画家になり、いとこのジャンヌ＝エリザベート・ショーデ（1767–1832）も画家で、全員肖像画家としての訓練を受けた。マリー＝ドニーズは家族の間では「ニザ」と呼ばれていた。マリー＝ドニーズはジャック＝ルイ・ダヴィッドの弟子であったアンヌ＝ルイ・ジロデ＝トリオゾンについて絵を学んだ。
1794年にマリー＝ドニーズは建築を学ぶ学生であったミシェル＝ジャン＝マクシミリアン・ヴィレールと結婚した。女性の多くが結婚後に芸術家として働くことをやめざるを得ない時代であったが、夫となったミシェル＝ジャン＝マクシミリアンは妻の画業を支援した。

## キャリア
マリー＝ドニーズ・ヴィレールの作品は1799年のサロン・ド・パリで初めて展示され、批評家から好評を博した。

### 「マリー・ジョゼフィーヌ・シャルロット・デュ・ヴァル・ドーニュ」

#### 作者に関する推定

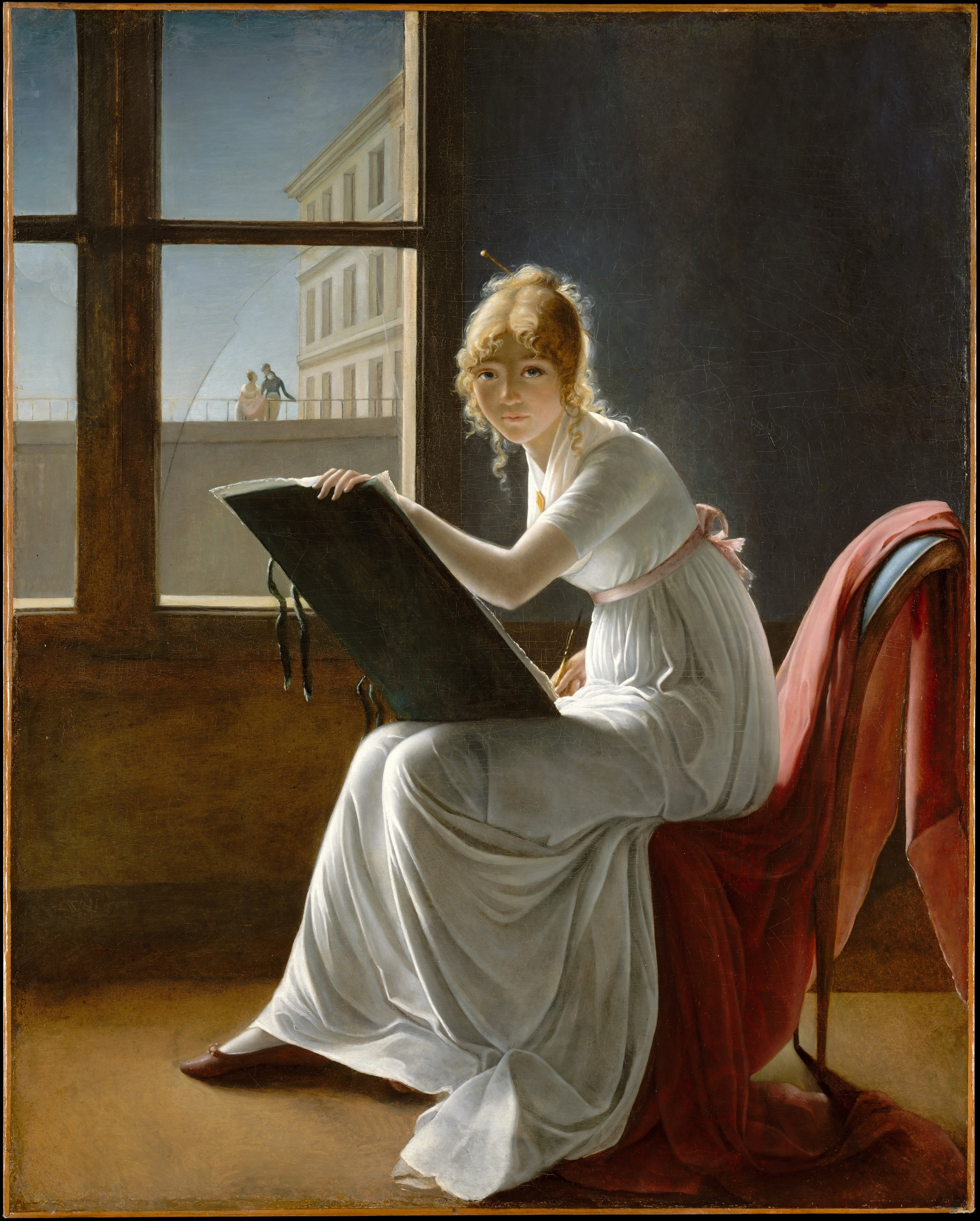
「マリー・ジョゼフィーヌ・シャルロット・デュ・ヴァル・ドーニュ」(1801)、キャンヴァスに油彩、メトロポリタン美術館所蔵。

マリー＝ドニーズ・ヴィレールの最も有名な作品である肖像画「マリー・ジョゼフィーヌ・シャルロット・デュ・ヴァル・ドーニュ」(Marie Joséphine Charlotte du Val d'Ognes) は1801年にサロンに出展された。その後、この絵の作者だと誤解されることになるジャック＝ルイ・ダヴィッドはこの年はサロンに出展していなかった。この絵はさまざまな画家の作品だと想定され、長い間いろいろなタイトルで展示されてきた。もともとこの肖像画はデュ・ヴァル・ドーニュ一族が数世代にわたって所有しており、そこではジャック＝ルイ・ダヴィッドの作品だと考えられていた。メトロポリタン美術館が1917年にこの絵を購入した時もダヴィッド作とされた。
しかしながら1951年にキュレーターのチャールズ・スターリングが、この絵は実際は「ほとんど知られていない女性」が描いたのではないかという仮説を提示した。ダヴィッドが1801年のサロン・ド・パリをボイコットしていたため、絵の作者がダヴィッドではないだろうということを指摘したのはスターリングが最初であった。この誤った作者推定についての議論は1951年のメトロポリタン美術館のBulletinで公表された。サロンでのエントリーに関する記録からして作者はコンスタンス＝マリー・シャルパンティエではないかとも推測されたが、1977年までこの絵がダヴィッド作であるという記載はメトロポリタン美術館の展示から外されなかった。スターリングが作者をシャルパンティエと推測した根拠は、サロンへのエントリーだけではなく、1801年のシャルパンティエの絵である「メランコリー」（1801）の分析にも基づいていた。

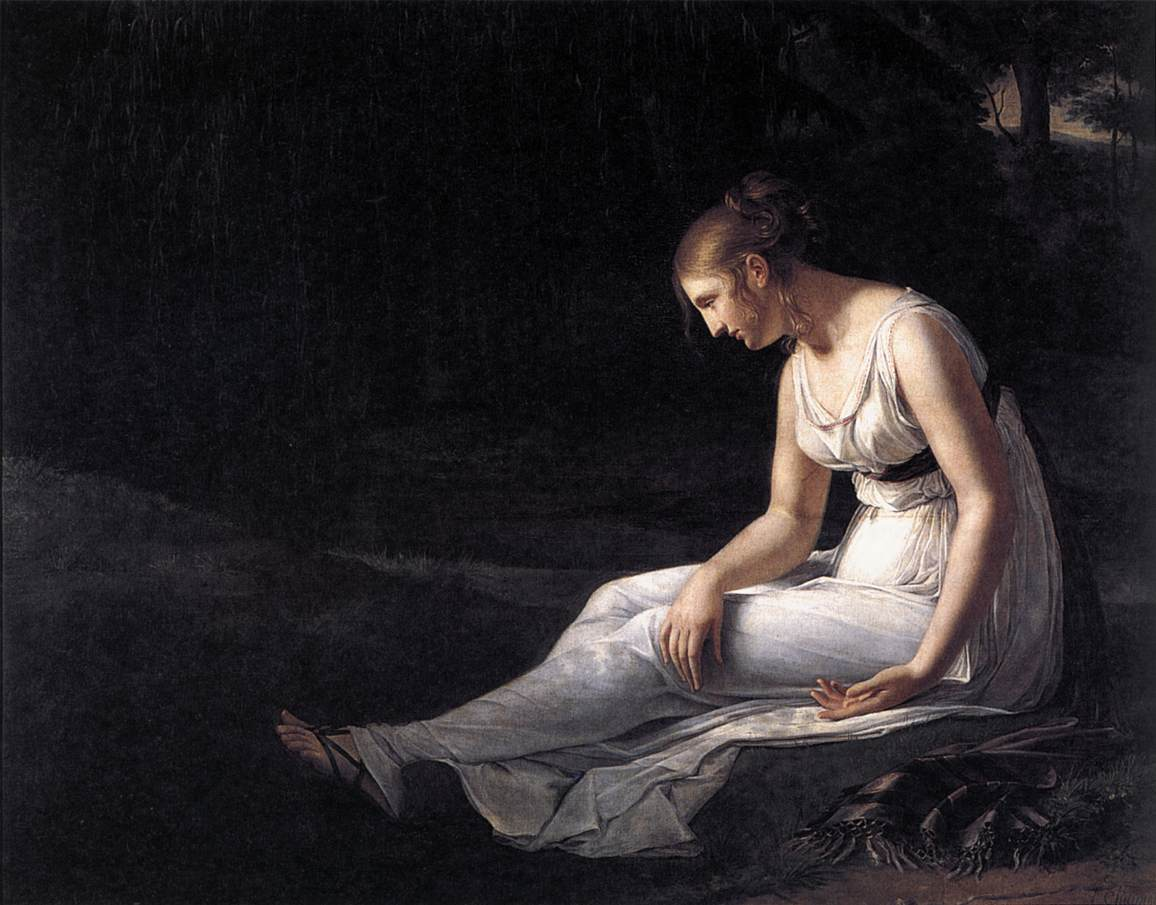
コンスタンス＝マリー・シャルパンティエの「メランコリー」（1801）

1996年になり、マーガレット・オッペンハイマーがヴィレールがこの絵を描いたということを明らかにした。オッペンハイマーによる作者推定はヴィレールの「窓辺に座る若い女の習作」のスケッチに基づいていた。

#### 内容と解釈
この絵は割れた窓の前で絵を描いている女性を描いている。女性の後ろでは、窓から見える屋外の欄干の側にカップルが立っている。Concise Dictionary of Women Artists (2001) によると、割れた窓は「トロンプ・ルイユ効果でガラス越しに一部しか見えない外の場面の視界を目立たせる、画家の芸術の力技」である。絵に描かれている部屋は実はルーヴル美術館のギャラリーであることをアン・ヒゴネットが発見した。
この絵がダヴィッドの作品だと考えられていた時期には、この絵の女性はダヴィッドが自らを描く際に師を描いている女性の弟子だと思われていた。アンドレ・モーロワはこの絵について「完璧で忘れがたい絵」だと述べた。シャルパンティエ作ではないかと言われるようになる前の批評はおおむね肯定的なものであった。
本作がダヴィッド作ではないかもしれないということを認めた後、スターリングはこの絵を「知的であまり美しくない女性を冷酷に描いた肖像画」と呼んだ。さらにスターリングはこの肖像画の人体の解剖学的構造が正しくないと考えていた。もはやダヴィッド作ではなくシャルパンティエ作とされた問いから、突然この肖像画の欠点を見つける批評家が出てくるようになった。キュレーターのジェイムズ・レイヴァーは1964年にこの絵について「過去の特定の時代の作品として極めて魅力的ではあるが、ダヴィッドのような才気のある画家では陥らないような弱さがある」と書いた。

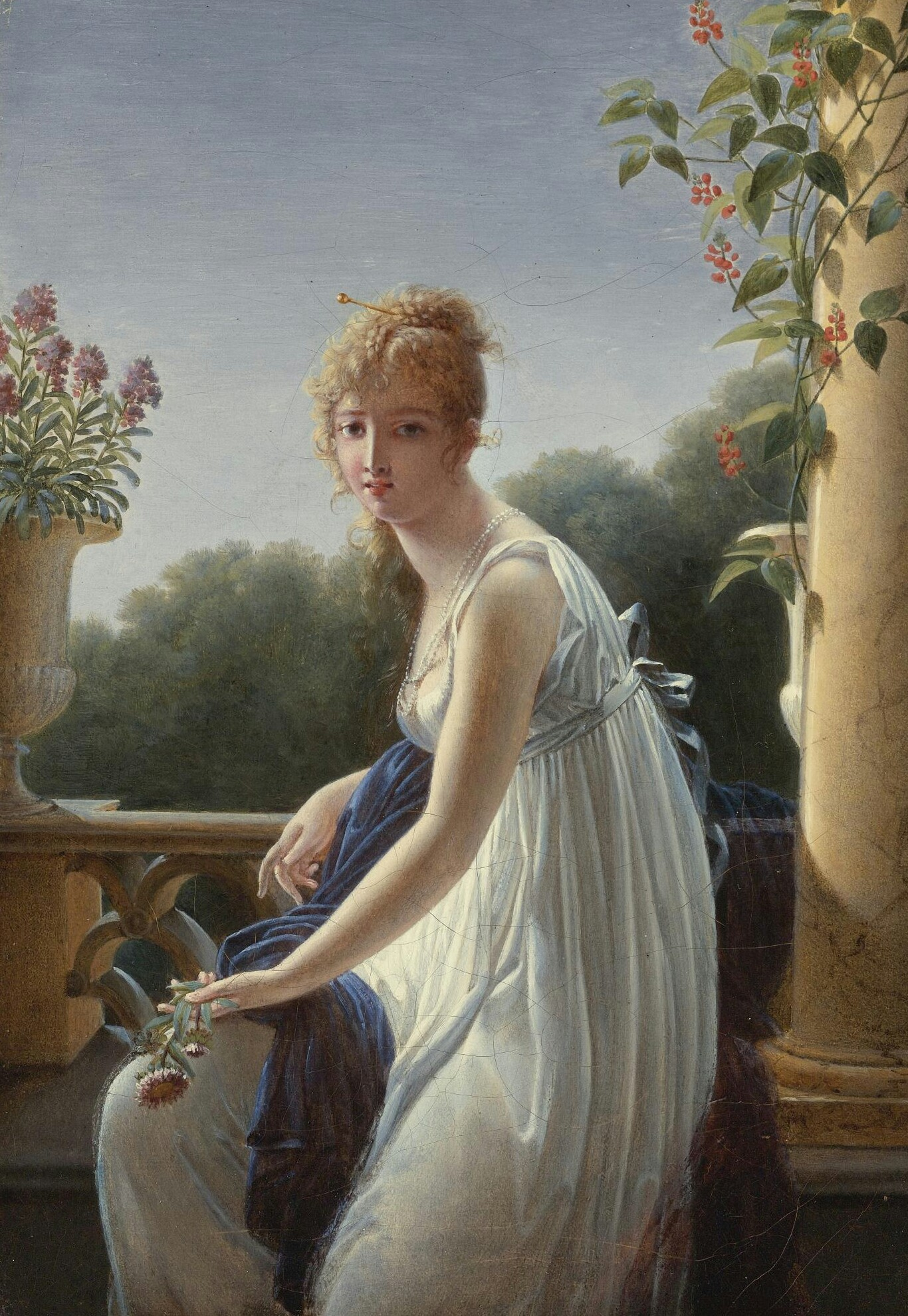
「窓辺に座る若い女の習作」（1801）

より新しい解釈としては、ジャーメイン・グリアはこの絵について「喜ばせようという気もなく、モデルの性的活力を描こうともしていない」作品で、フェミニズム的な絵画だと考えた。他にもこの絵に女性的な視点を見出そうとするフェミニスト批評家が出てくるようになった。
2014年にアン・ヒゴネットが発見したルーヴルのギャラリーは、芸術の教育・訓練のために女性が使っていたものであった。このため、ヒゴネットはこの絵は女性による女性の肖像画だと考えている。名前があがっているシャルロット・デュ・ヴァル・ドーニュは一度は職業画家を目指したが、結婚して芸術活動をやめることにした。ブリジット・クィンはこの絵を「芸術創作をしたいと望む2人の若い女性が教育、出展、名声すらも手に入る機会を得たと考えた短い期間」をとらえていると述べている。

### その後

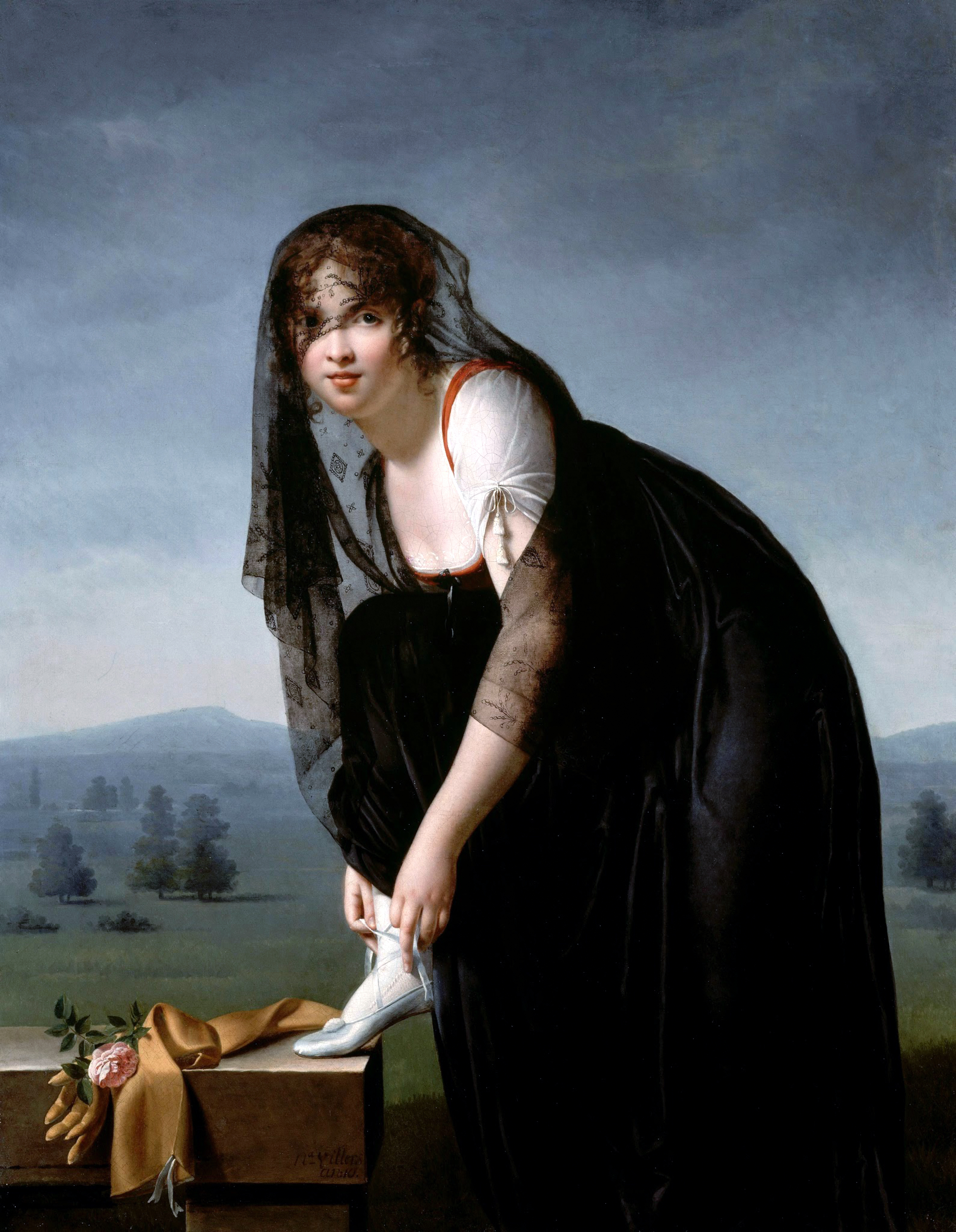
「女性写生の習作」（1802）

ヴィレールは「窓辺に座る若い女の習作」(Etude d'une jeune femme assise sur une fenêtre) ほか2点を1801年のサロンに出展し、1802年には「ゆりかごの子ども」と「女性写生の習作」(Une étude de femme d'après nature) を描いた。ヴィレールの作品だとわかっている最後の絵はマリー・テレーズ・シャルロット・ド・フランスの肖像画である「アングレーム公爵夫人の肖像画」（Portrait de la duchesse d'Angoulême）であり、1814年に展示された。
1814年に日付のわかる絵としては最後の作品である「アングレーム公爵夫人の肖像画」を完成させた後、1821年に亡くなるまでマリー＝ドニーズが何をしていたかは不明のままである。

## 作品
- La Peinture. Une Bacchante endormie, 1799.
- Étude d'une jeune femme assise sur une fenêtre, 1800-1801.
- Marie Joséphine Charlotte du Val d'Ognes (「マリー・ジョゼフィーヌ・シャルロット・デュ・ヴァル・ドーニュ」、別名 Jeune femme dessinant), New York, Metropolitan Museum of Art, 1801.
- Étude d'une femme à sa toilette. portrait, 1801.
- Une étude de femme d'après nature, Presumed Portrait of Madame Soustras, Paris, Louvre Museum, 1802[18]
- Un enfant dans son berceau, entrainé par les eaux de l'inondation du mois de Nivôse an X, 1802.
- Un enfant dans son berceau, entrainé par les eaux de l'inondation du mois de Nivôse an X, taille réduite de l'œuvre de 1802, 1810.
- Une petite fille blonde, tenant une corbeille de jonc remplie de fleurs; before 1813.
- Portrait de la duchesse d'Angoulême, 1814.